# Laurent Feller
Pour les articles homonymes, voir Feller.
Laurent Feller, né le 4 mars 1955, est un historien et enseignant-chercheur français. Professeur émérite, titulaire de 2004 à 2021 d'une chaire d'histoire médiévale de l'Université Panthéon-Sorbonne, il est spécialiste de l'histoire économique et sociale de l'Italie au Moyen Âge.

## Biographie
Ancien élève de l'École normale supérieure (promotion L1977), membre de l'École française de Rome (1983-1986), docteur en histoire (1987), Laurent Feller a commencé ses recherches en se consacrant à l'étude des Abruzzes médiévales.
S'intéressant par la suite plus généralement à l'histoire économique, à l'histoire rurale et au système monétaire médiéval, il dirige plusieurs programmes de recherche consacrés à ces thématiques (La circulation des richesses et la valeur des choses (2007-2015), Pauvreté et Travail au Moyen Âge (2016-2019), Salaire et Salariat au Moyen Âge).
Sa carrière se déroule d'abord à l'université de Franche-Comté, puis à l'université Panthéon-Sorbonne, à l'université de Valenciennes et à l'université de Marne-la-Vallée. En 2004, il est élu professeur d'histoire médiévale à l'université Panthéon-Sorbonne, où il occupe la chaire d'histoire économique et sociale du Moyen Âge jusqu'en 2021.
Entre 2010 et 2015, il est membre de l’Institut universitaire de France.
Auteur reconnu de manuels d'histoire médiévale comme de monographies, il reçoit le prix du livre médiéval en 2012 pour son livre consacré à l'assassinat de Charles le Bon.

## Publications
- Faux-monnayeurs et fausses monnaies en France à la fin du Moyen âge, seconde moitié du xve siècle, Paris, Éditions du Léopard d’or, 1986, 197 p.  (ISBN 2-86377-052-7)
- Les Abruzzes médiévales. Territoire, économie, et société en Italie centrale du IXe au XIIe siècle, Paris - Rome, France - Italie, Publications de l'École française de Rome, coll. « Bibliothèque des écoles françaises d'Athènes et de Rome », 1998, 980 p.  (ISBN 2-7283-0531-5)
- L’Église et la Société en Occident. Pouvoir politique et pouvoir religieux du VIIe au XIe siècle, Paris, Éditions CDU-Sedes, coll. « Regards sur l'histoire », 2001, 320 p.  (ISBN 2-7181-9185-6)
- La fortune de Karol. Marché de la terre et liens personnels dans les Abruzzes au haut Moyen âge, avec Agnès Gramain et Florence Weber, Paris - Rome, France - Italie, Publications de l'École française de Rome, coll. « École française de Rome », 2005, 213 p.  (ISBN 2-7283-0730-X)
- Paysans et seigneurs au Moyen âge. VIIIe – XVe siècles, Paris, Éditions Armand Colin, coll. « U. Histoire », 2007, 301 p.  (ISBN 978-2-200-26707-0)
- L’Assassinat de Charles le Bon, comte de Flandre : 2 mars 1127, Paris, Éditions Perrin, 2012, 322 p.  (ISBN 978-2-262-03528-0)
- Objets sous contrainte. Circulation des richesses et valeur des choses au Moyen âge, (dir.) avec Ana Rodríguez, Paris, France, Publications de la Sorbonne, coll. « Histoire ancienne et médiévale. Série du LAMOP », 2013, 463 p.  (ISBN 978-2-85944-736-6)
- Rémunérer le travail au Moyen âge. Pour une histoire sociale du salariat, (dir.) avec Patrice Beck, Philippe Bernardi, Paris, Éditions A. et J. Picard, 2014, 527 p.  (ISBN 978-2-7084-0971-2)